# Joseph Eglem
 (juillet 2015).
Si vous disposez d'ouvrages ou d'articles de référence ou si vous connaissez des sites web de qualité traitant du thème abordé ici, merci de compléter l'article en donnant les références utiles à sa vérifiabilité et en les liant à la section « Notes et références ».
Compléments
Lieutenant A.R.A
Joseph Arthur Ghislain Yvon Eglem, né le 12 janvier 1890 à Châtelet et décédé en février 1945 en Allemagne, est un militaire de carrière belge. Il se marie à Lier le 10 octobre 1922 avec Leonia Van In.

## Biographie

### Première Guerre mondiale
Fervent patriote, il se présente le 4 août comme volontaire de guerre à l'Hôpital Militaire d'Anvers. Il est incorporé au T.A.S.S. 5 D.A. (Troupe Auxiliaire Service Sanitaire 5e division armée). Le 23 octobre il est désigné d'office par le médecin principal Lebrun pour les formations sanitaires de Calais  (organisation des hôpitaux de la base de Calais) et mis à disposition du Général Jean-Baptiste ROLAND, médecin de la 6e Division Armée.
Le 16 avril, il est désigné d'office pour le C.I. de Saint-Lô et promu Caporal le 29 mars. Le 2 septembre, présent au Centre Instruction Sous-Lieutenant Auxiliaire Infanterie de Bayeux puis retourne mi-décembre à Saint-Lô promu sergent puis adjudant le 5 avril 1917. Il redevient sergent à sa demande pour aller au front et est incorporé le 30 septembre 1917 au 12e  de ligne. Il est aimé et respecté de ses hommes et fortement apprécié par tous ses supérieurs. Il est grièvement blessé par balle à Moorslede, au cours des violents combats pendant  l’attaque du 14 octobre lors de l’offensive des Flandres - Bataille de l’Yser. Commissionné Sous-Lieutenant Auxiliaire d'Infanterie le 1er mai 1919 ensuite nommé Sous-Lieutenant d'infanterie le 1er novembre 1919.

### Entre-deux-guerres
Eglem quitte le 12e  de ligne le 12 novembre 1920 désigné pour être détaché à l'hôpital de Liège pour donner les éléments d'un enseignement militaire aux jeunes médecins et infirmiers jusque fin janvier 1921, il passe alors au Dépôt Divisionnaire de la 3e  Division Armée. Nommé Lieutenant le 26 juin 1922 par A.R. Il est ensuite réaffecté le 17 octobre 1923 au 12e de Ligne (réorganisation). Satisfait à l'examen de Capitaine le 24 mars 1928 et finalement nommé Capitaine le 26 septembre 1930. Prête serment le 2 juin 1932. Il assure un excellent service et le 1er octobre 1934 est muté au 14e de Ligne. Son état de santé va subitement péricliter. Le 21 août 1936, il est mis en congé pour 30 jours de convalescence. Son invalidité de guerre, sa bronchite chronique emphysémateuse et son rhumatisme. ne lui permettent plus de prendre le commandement d'un régiment d'active. Déçu, il lutte contre cette décision mais en vain. Il est mis en pension anticipée le 21 septembre 1936. Le couple habite alors au 17 de la rue des Échevins à Ixelles.

### Seconde Guerre mondiale
Il a, dès le lendemain de la capitulation de la Belgique, entrepris de former un groupe de résistance qu'il intègre plus tard, en octobre 1940, dans le réseau baptisé 3 Mousquetaires dont il est un des trois fondateurs et cela par l'union avec deux autres groupes déjà formés par Ernest Havaux et René Watteau. Il est le Commandant de Section Porthos (de son nom de code). Le réseau fait partie du service renseignement et action et service renseignement zéro.  Il fait également partie de l'Opération Conjugal et reçoit des directives de Londres via l'agent parachutiste Jean Scohier. 
Son état-major est composé de Joseph dit Julien Lincé, Jacques Storck, Jean Pirnay, Jules Waroquet ... Ces dirigeants de sa section ont de nombreux contacts avec la Légion belge, le commandant Claser  lui-même, mais surtout avec Richard Defroyennes  un  des adjoints de ce dernier. Des réunions régulières sont organisées avec d’autres chefs de groupe d’autres réseaux. Nombreuses dans le secteur Jette et Laeken. 
Ses agents de Bruxelles recrutent, forment et organisent des groupes dans tout le pays.  Leurs activités sont les sabotages, renseignements militaires, politiques, économiques, l’aide aux réfractaires, juifs, alliés et personnes en fuite, émission de faux papiers, la propagande anti allemande tracts et la distribution de journaux clandestins. Le 22 juin 1942, il prévient des membres du groupe dont Willy Manderveld qu'ils étaient recherchés par la Gestapo, leurs noms étant sur une liste.
Joseph Eglem se fait arrêter le 13 juillet. Il subit de très nombreux interrogatoires et est inculpé par les allemands pour espionnage, aide à l'ennemi ... Les allemands veulent le faire juger par un tribunal militaire en Allemagne. Il est déporté au camp de concentration de Dachau où il arrive le 6 septembre. Le matricule 100883 y décède le 23 février.

## Titres et décorations
- 3 Chevrons de Front (25-08-1919)
- Croix de Guerre 1914-1918 O.J.A. (le 03-02-1919)
- Médaille de la Victoire 1914-1918 le (11-10-1919)
- Médaille commémorative de la campagne 1914-1918 (le 15-11-1919)
- Chevalier de l’Ordre de la Couronne (A.R. 24879 du 08-04-1930)
- Médaille du Volontaire Combattant (A.R. 28921 du 08-09-1930)
- Chevalier de l’Ordre de Léopold (A.R. 713 du 08-04-1935)
- Croix du Feu (A.R. du 15-11-1935)
- Croix de l’Yser en date du 20.07.1919 (A.R. du 12-01-1922)
- Croix de Chevalier de l’Ordre de Léopold II avec palmes
- Croix de Guerre 1940-1945 avec palmes
- Médaille de la Résistance 1940-1945
- Médaille commémorative de la Guerre 1940-1945 Deux éclairs entrecroisés